# Port lotniczy Słupsk-Redzikowo
Port lotniczy Słupsk-Redzikowo – nieczynny port lotniczy zlokalizowany w Redzikowie koło Słupska. Obecnie nie przyjmuje lotów pasażerskich, lecz obsługiwał w swojej historii regularny ruch pasażerski. Trwały wysiłki samorządu miasta Słupska mające na celu wznowienie regularnego ruchu. Wznowić ruch w tym porcie chciała spółka Port Lotniczy Gdańsk. We wrześniu 2006 prowadzono na ten temat rozmowy z samorządem Słupska.
W obecnej sytuacji niemożliwe jest przywrócenie pierwotnej funkcji lotniska cywilnego. Planowano przywrócenie funkcji lotniska cywilnego i pozyskanie podróżnych działając w oparciu o tanie linie lotnicze. Proponowano zmianę toponimicznej nazwy obecnie wojskowego lotniska w Redzikowie na nową, obejmującą większe aglomeracje w jego pobliżu, np. Słupsk Pomorze Airport. Aktualnie na terenie dawnego portu lotniczego trwa budowa Tarczy Antyrakietowej.

## Historia portu
Lotnisko w Redzikowie powstało w początkach XX wieku jako lotnisko wojskowe. W 1916 niemieckie władze wojskowe rozpoczęły budowę lotniska pod nazwą Stolp-West. Do 1919 wybudowano hangary oraz budynki obsługi lotniska. W 1920 uruchomiono port lotniczy, który przyjmował wiele samolotów prywatnych, a w 1927 port Słupsk-Zachód (Stolp-West) przyjmował międzylądowania na linii Berlin – Gdańsk. W latach 30. port lotniczy był na powrót zajęty do celów militarnych, i wybudowano też nowe hangary. Z tego portu nastąpił atak lotniczy na Polskę we wrześniu 1939.
Po II wojnie światowej port lotniczy był w użytkowaniu cywilnym i wojskowym. W roku 1975 wprowadzono kursujące dwa razy dziennie połączenie lotnicze z Warszawą. Były okresy, kiedy można było polecieć również do Wrocławia i Katowic. Utrzymało się ono do początku lat 90. Były też próby wznowienia ruchu w latach 90. W przedsięwzięcie to zaangażowały się m.in. państwowe przedsiębiorstwo „Porty Lotnicze” (PPL) i polski biznesmen, ale już po jednym kursie przekonano się o nierentowności połączenia i wycofano je. W 1999 zlikwidowano stacjonującą w porcie lotniczym jednostkę wojskową – 28 Pułk Lotnictwa Myśliwskiego, a w jego miejsce powstała baza zapasowa pułku lotniczego z Malborka.
Po lotnictwie została droga startowa, obsługująca jeszcze ok. 300 lądowań rocznie, jednostka sanitarna stacjonująca na lotnisku i osiedle wojskowe w Redzikowie.

## Byłe połączenia
Przed drugą wojną światową:
- Berlin,
- Szczecin,
- Gdańsk,
- Królewiec.

Od 1975 do ok. 1990, okresowo:
- Warszawa, Okęcie,
- Wrocław, Strachowice,
- Katowice, Pyrzowice.